# Ecopar
EcoPar är ett svenskt fossilt miljöbränsle som är ett så kallat syntetiskt dieseldrivmedel och används som ett alternativ till dieselolja. EcoPar utvinns ur naturgas med hjälp av Fischer-Tropsch-processen. EcoPar är ett varumärke som ägs av EcoPar AB, tidigare Oroboros AB, som ligger i Göteborg.

## Produkten
EcoPar AB har patenterat ett dieseldrivmedel som går att producera syntetiskt med Fischer-Tropsch-processen och som har vissa fördelar i miljö- och arbetsmiljöhänseende i jämförelse med vanliga dieseloljor, speciellt i känsliga miljöer och arbetsmiljöer. Drivmedlet är fritt från polycykliska aromatiska kolväten (PAH) och svavel, och halten av aromatiska kolväten och tunga naftener är under en volymprocent. Avgaserna blir därför betydligt renare än avgaser från konventionell dieselolja. Detta har visats i försök tillsammans med Chalmers Tekniska Högskola, Svensk maskinprovning (SMP), Luleå tekniska universitet (LTU) , UVMV i Prag, STT Emtec samt med tester hos VW i Wolfsburg, hos Scania och Volvo Penta. Finansiärer av avgasmätningarna har varit bland andra Energimyndigheten i Eskilstuna, Vägverket och Svenska Ingenjörers Miljöfond. Tester utförda av bland annat IVL i Stockholm, NIVA i Oslo och av Stockholms universitet visar att giftigheten på EcoPar AB:s syntetiska dieseldrivmedel är mycket lägre än för dieseloljor. Testerna har utförts på akvatiska organismer som t. ex. alger, kräftdjur, musslor och fiskar, samt fiskarnas ägg och yngel.

## Företaget
EcoPar AB hette tidigare Oroboros AB och grundades 1998. Inledningsvis bedrevs miljökonsultverksamhet och forskning. De första avgasmätningarna på motorer som drevs med ultrarena dieseldrivmedel gjordes 1999. År 2006 ombildades bolaget Oroboros AB till EcoPar AB med delvis nya ägare. EcoPar AB är ett av de företag i EU som säljer 100 procent rent, syntetiskt drivmedel för dieselmotorer, som inte blandas med vanlig dieselolja utan säljs, tankas och används som den är, i helt vanliga, ej modifierade dieselmotorer. Volymen idag är cirka 10 000 m3/år. Företaget har fem heltidsanställda. EcoPar AB:s syntetiska dieselolja säljs under varumärket EcoPar. 
EcoPar AB forskar även kring andra miljövänliga, flytande bränslen och drivmedel, bland annat syntetiskt jetbränsle. Forskningen har stötts och följts av flera företag, myndigheter och utbildningsinstanser, till exempel SAS, Luftfartsstyrelsen, Statens energimyndighet och Chalmers tekniska högskola.